# Putins kys
Putins kys er en dokumentarfilm af Lise Birk Pedersen om den nationalistiske ungdomsbevægelse Nashi fra Rusland. Nashi støtter Vladimir Putins styre og er oprettet på opfordring af højtstående personer i Vladimir Putins styre. Filmen forholder sig stærkt kritisk til Nashi og partiet Det Forenede Rusland. Den havde dansk premiere i Grand biografen den 18. januar 2012.

## Handling
Putin's Kiss er en dramatisk og indsigtsfuld dokumentarfilm om unge mennesker i Rusland, der opfører sig på en måde, som kan give associationer til Tyskland i trediverne. Filmen er tænkt som en følgedokumentarfilm om den 19-årige Marsha, der arbejder sig op i den politiske elite i Rusland gennem ungdomsorganisationen Nashi, som er støttet direkte fra Kreml. Undervejs i optagelserne blev Marsha imidlertid mindre tilgængelig for instruktøren og det viste sig, at det var fordi hun i virkeligheden begyndte at tvivle på det politiske projekt hun var en del af. Historien fortælles derfor nu af den unge Putin-kritiske journalist Oleg Kashin. Marsha og Olegs historie væves smukt sammen i et venskab, men også i et dramatisk sammenstød, hvor Oleg næsten bliver slået ihjel af nogle af de mere ekstreme Nashi-tilhængere.